# Cozad (Nebraska)
Cozad es una ciudad ubicada en el condado de Dawson en el estado estadounidense de Nebraska. En el Censo de 2010 tenía una población de 3977 habitantes y una densidad poblacional de 586 hab/km². Se encuentra a orillas del río Platte, un afluente del Misuri. 

## Geografía
Cozad se encuentra ubicada en las coordenadas 40°51′41″N 99°59′11″O / 40.86139, -99.98639. Según la Oficina del Censo de los Estados Unidos, Cozad tiene una superficie total de 6.78 km², de la cual 6.78 km² corresponden a tierra firme y (0%) 0 km² es agua.

## Demografía
Según el censo de 2010, había 3977 personas residiendo en Cozad. La densidad de población era de 586,3 hab./km². De los 3977 habitantes, Cozad estaba compuesto por el 92.41% blancos, el 0.43% eran afroamericanos, el 0.4% eran amerindios, el 0.28% eran asiáticos, el 0% eran isleños del Pacífico, el 5.2% eran de otras razas y el 1.28% pertenecían a dos o más razas. Del total de la población el 13.3% eran hispanos o latinos de cualquier raza.